# Бережнівська сільська рада
Бережнівська сільська́ ра́да (біл. Беражноўскі сельсавет) — адміністративно-територіальна одиниця у складі Столинського району Берестейської області Білорусі. Адміністративний центр — село Бережне.

## Склад
Населені пункти, що підпорядковувалися сільській раді станом на 2009 рік:
| Населений пункт | Тип    | Населення, осіб (2009) |
| --------------- | ------ | ---------------------- |
| Бережне         | село   | 1917                   |
| Бір-Дубенець    | село   | 409                    |
| Дубенець        | село   | 321                    |
| Могильне        | село   | 46                     |
| Ново-Бережне    | селище | 10                     |
| Ястребель       | село   | 2                      |

## Населення
За переписом населення Білорусі 2009 року чисельність населення сільської ради становила 2705 осіб.

### Національність
Розподіл населення за рідною національністю за даними перепису 2009 року:
| Національність            | Осіб | Відсоток |
| ------------------------- | ---- | -------- |
| білоруси                  | 2658 | 98,26 %  |
| росіяни                   | 25   | 0,92 %   |
| українці                  | 10   | 0,37 %   |
| вірмени                   | 4    | 0,15 %   |
| національність не вказана | 4    | 0,15 %   |
| поляки                    | 2    | 0,07 %   |
| азербайджанці             | 1    | 0,04 %   |
| естонці                   | 1    | 0,04 %   |
| Разом                     | 2705 | 100 %    |